# Acinos
Acinos és un gènere de deu espècies de plantes anuals o perennes, natives del sud d'Europa o de l'oest d'Àsia. El seu nom ve del grec, aquesta paraula akinos, és el nom d'una petita planta aromàtica. Es tracta de petits arbustos que arriben als 10 - 45 centímetres d'altura.

## Taxonomia
- Acinos alpinus
- Acinos arvensis
- Acinos corsicus
- Acinos rotundifolius
- Acinos suaveolens